# Richfield (Idaho)
Richfield è una città degli Stati Uniti d'America, situata nello Stato dell'Idaho, nella Contea di Lincoln.

## Geografia
Richfield si trova a 43 ° 3′9 ″ N 114 ° 9′11 ″ O (43.052629, -114.153041).
Secondo lo United States Census Bureau, la città ha un'area totale di 0,66 miglia quadrate (1,71 km2), tutti occupati da terre.
Il fiume Little Wood scorre nelle vicinanze e la regione di Richfield è fornita di acqua di irrigazione deviata dal fiume Big Wood vicino a Magic Reservoir.

## Storia
Un libro sulla storia dell'area di Richfield è stato scritto nel 1995 da Alice Crane Behr e Maureen Hancock Ward. Successivamente è stato pubblicato e stampato. Il testo di questo libro è disponibile sul sito web di Richfield City.

## Evoluzione demografica

### Censimento 2010
Al censimento del 2010 c'erano 482 persone in 172 famiglie, comprese 124 famiglie, nella città. La densità di popolazione era di 730,3 abitanti per miglio quadrato (282,0 / km2). C'erano 195 unità abitative con una densità media di 295,5 per miglio quadrato (114,1 / km2). Il makup razziale della città era l'89,4% di bianchi, lo 0,6% di nativi americani, l'8,1% di altre razze e l'1,9% di due o più razze. Ispanici o latini di qualsiasi razza erano il 12,2%.
Delle 172 famiglie il 41,9% aveva figli di età inferiore ai 18 anni che convivevano con loro, il 57,0% erano coppie sposate che convivono, il 7,6% aveva una donna capofamiglia senza marito presente, il 7,6% aveva un capofamiglia maschio senza moglie presente e il 27,9% erano non famiglie. Il 21,5% delle famiglie era costituito da una persona e l'11,1% da una persona di età pari o superiore a 65 anni. La dimensione media della famiglia era 2,80 e la dimensione media della famiglia era 3,28.
L'età media era di 32,2 anni. Il 28,8% dei residenti aveva meno di 18 anni; L'11,4% aveva un'età compresa tra i 18 ei 24 anni; Il 25,9% era da 25 a 44; Il 20,7% era compreso tra 45 e 64; e il 13,1% aveva 65 anni o più. La composizione di genere della città era del 51,0% maschile e del 49,0% femminile.

### Censimento 2000
Al censimento del 2000 c'erano 412 persone in 15 nuclei familiari, di cui 3 famiglie, nella città. La densità di popolazione era di 33,6 persone per miglio quadrato (244,7 / km2). C'erano 18 unità abitative con una densità media di 36,8 per miglio quadrato (106,9 / km2). Il makup razziale della città era 90,78% bianco, 0,24% afroamericano, 0,73% nativo americano, 6,07% da altre razze e 2,18% da due o più razze. Ispanici o latini di qualsiasi razza erano l'8,50%.
Delle 15 famiglie, il 32,7% aveva figli di età inferiore ai 18 anni che convivevano con loro, il 56,6% erano coppie sposate che convivono, il 5,7% aveva una donna capofamiglia senza marito presente e il 34,6% non erano famiglie. Il 28,9% delle famiglie era una persona e il 17,0% era una persona di età pari o superiore a 65 anni. La dimensione media della famiglia era 2,59 e la dimensione media della famiglia era 3,25.
La distribuzione per età era del 30,8% al di sotto dei 18 anni, del 9,5% dai 18 ai 24 anni, del 26,0% dai 25 ai 44 anni, del 20,6% dai 45 ai 64 anni e del 13,1% dai 65 anni in su. L'età media era di 32 anni. Per ogni 10 femmine c'erano 34,0 maschi. Per ogni 10 donne dai 18 anni in su, c'erano 33,7 maschi.
Il reddito familiare medio era di $ 28.846 e il reddito familiare medio era di $ 13.173. I maschi avevano un reddito medio di $ 9.028 contro $ 2.833 per le femmine. Il reddito pro capite per la città era di $ 12.759. Circa l'11,0% delle famiglie e il 12,6% della popolazione erano al di sotto della soglia di povertà, compreso il 14,2% di quelli di età inferiore a 18 anni e il 16,2% di quelli di età pari o superiore a 65 anni.